# .il
Pour les articles homonymes, voir IL.
.il est le domaine de premier niveau national réservé à Israël.

## Domaines de second niveau
Il y a huit domaines de second niveau disponibles :
- ac.il
- co.il
- org.il
- net.il
- k12.il
- gov.il
- muni.il
- idf.il

L'enregistrement d'autres noms de domaine de second niveau en .il n'est pas possible.